# 사궁오수
사궁을 잡는 사활 문제에서, 사궁오수는 단수와 따내는 수를 제외한 '사궁의 수수는 다섯 수'라는 뜻이다. 단수와 따내는 수는 수수에 포함되지 않으므로 사궁을 잡는 데는 치중수를 포함해 다섯 수가 소요된다. 수상전에는 '3궁 3수', '4궁 5수', '5궁 8수', '6궁 12수'라는 관용어가 적용된다.